# Horbatowicze
Horbatowicze (biał. Горбатавічы, Horbatawiczy; ros. Горбатовичи, Gorbatowiczi) – wieś na Białorusi, w obwodzie grodzieńskim, w rejonie korelickim, w sielsowiecie Rajca.

## Historia
W Rzeczypospolitej Obojga Narodów folwark (określany także jako zaścianek) leżący w województwie nowogródzkim, w powiecie nowogródzkim. Od 1770 były własnością Mickiewiczów.
W wyniku III rozbioru znalazły się w Rosji. W XIX i w początkach XX w. położone były w guberni mińskiej, w powiecie nowogródzkim.
W dwudziestoleciu międzywojennym wieś leżąca w Polsce, w województwie nowogródzkim, w powiecie nowogródzkim, w gminie Cyryn. W 1921 miejscowość liczyła 149 mieszkańców, zamieszkałych w 33 budynkach, wyłącznie Polaków. 90 mieszkańców było wyznania prawosławnego, 54 rzymskokatolickiego i 5 mojżeszowego.
Po II wojnie światowej w granicach Związku Sowieckiego. Od 1991 w niepodległej Białorusi.

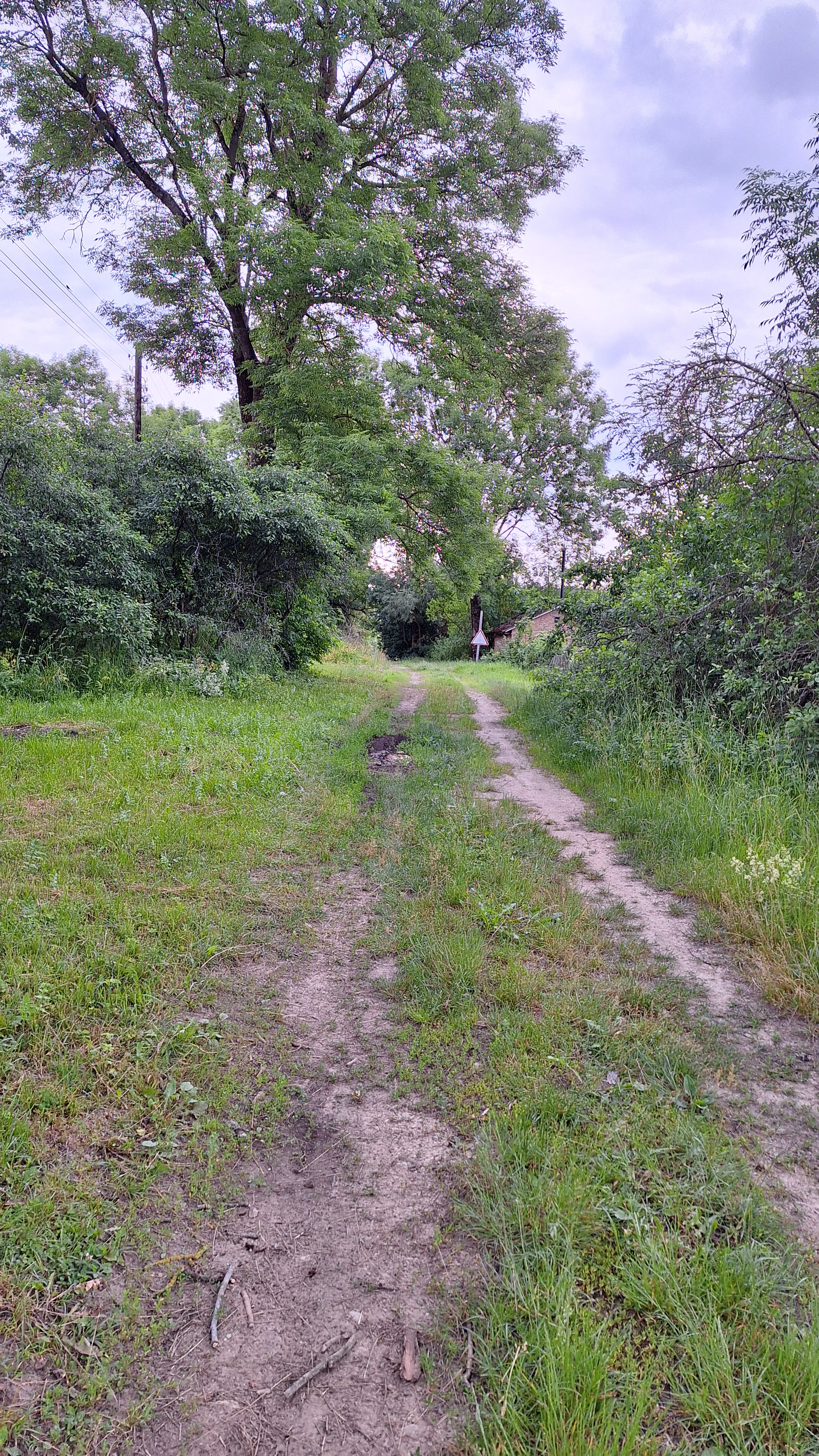
droga w stronę Soplicowa

## Horbatowicze w kulturze
Horbatowicze wymienione są w Panu Tadeuszu Adama Mickiewicza, w opowieści Gerwazego o śmierci stolnika Horeszki.

Szczęściem na odsiecz przyszedł nam Parafjanowicz,

Przywiódłszy Mickiewiczów dwiestu z Horbatowicz,

Którzy są szlachta liczna i dzielna, człek w człeka,

A nienawidzą rodu Sopliców od wieka.